# Vicchio
Vicchio là một đô thị ở tỉnh Firenze trong vùng Toscana, tọa lạc khoảng 25 km về phía đông bắc của Florence. Tại thời điểm ngày 31 tháng 12 năm 2004, đô thị này có dân số 7.736 người và diện tích là 139 km².
Vicchio giáp các đô thị sau: Borgo San Lorenzo, Dicomano, Marradi, Pontassieve.

## Thành phố kết nghĩa
- Tolmin, Slovenia, từ năm 1981